# Рике с чуперком (Краљевић Чуперак)
Рике с чуперком (Краљевић Чуперак) је бајка коју је написао француски приповедач Шарл Перо. 

## Анализа
Краљевић Чуперак је бајка о две принцезе и ружном краљевићу који су надарени од стране добре виле. Две принцезе из једне краљевине су биле сестре од којих је прва, старија, била лепша, док је друга била изузетно ружна. Вила је ублажила тугу краљице тако што је обдарила млађу краљевину да ће бити тако паметна да се готово и неће опажати да није лепа, док је старију сестру, која је била лепша од млађе, обдарила даром да може учинити лепим онога ко јој се буде свиђао. Насупрот њима, налази се краљевић Чуперак који је био јако паметан, али веома ружан. 
Кроз бајку се открива да се краљевић Чуперак заљубио у старију принцезу и да је пожелеио да јој да део своје памети уколико она пристане да се уда за њега. Принцеза је пристала, али једном када је постала паметна, више није била сигурна да ли жели да се уда за тако ружну особу. Ипак, на крају се она заљубљује у његове лепе особине попут мудрости и добре нарави. Захваљујући љубави принцеза претвара Рикеа у најлепшег краљевића на свету.
Основна тема бајке јесте чудесна метаморфоза ружног краљевића. 
У бајци се наилази на контраст: лепо-глупо; ружно-паметно. „Ваља имати на уму да је Шарл Перо на крају релативизирао појмове лепог и ружног истичући снагу љубави која, и оно што се чини да је ружно, може да преобрати у лепо, посебно када је реч о физичким недостацима од којих не зависе памет и мудрост“.
Поука ове бајке јесте да људи често сањају о томе да споје лепоту и памет као неко савршенство. Чуперку је то пошло за руком, али се то није десило због чуда, већ због обостране љубави која се догодила између двоје младих људи. Има оних који тврде како за то нису биле заслужне вилинске чини, већ љубав, која је проузроковала такав преображај. Прича се да принцеза, увидевши истрајност свог вољеног и све сјајне врлине његове душе , више није ни примећивала непријатне детаље његовог лика.